# Rhoda Griffis
Rhoda Griffis (Raleigh, Észak-Karolina, 1965. január 9. –) amerikai színésznő. Színházban, mozi- és tv-filmekben játszik főként mellékszerepeket.
Első nagy filmjében, az 1992-es A szeretet földjében az elnök feleségét, Jacqueline Kennedyt alakítja.

## Filmjei
| Év   | Magyar cím         | Eredeti cím                                                  | Szerep                   |
| ---- | ------------------ | ------------------------------------------------------------ | ------------------------ |
| 2008 |                    | Living Proof                                                 | Bindy Hawn               |
| 2008 | Nem fogadott hívás | One Missed Call                                              | Marie                    |
| 2007 |                    | American Summer                                              | Nancy Sperling           |
| 2007 |                    | Girl, Positive                                               | Karen Sandler            |
| 2006 | Több, mint sport   | We Are Marshall                                              | Mrs. Shaw                |
| 2006 |                    | Broken Bridges                                               | Ida Mae Chalmers         |
| 2006 | Fekete-Fehér       | For One Night                                                | Ginny Stephens           |
| 2006 | Gagyi mami 2       | Big Momma's House 2                                          | Mrs. Gallagher           |
| 2005 | Havas csodák       | Snow Wonder                                                  | Jane                     |
| 2005 | Gospel             | The Gospel                                                   | ügyvéd #1                |
| 2005 |                    | The Unseen                                                   | Loretta                  |
| 2005 |                    | Dreamer: Inspired by a True Story                            | Classroom Mother         |
| 2005 | A nyughatatlan     | Walk the Line                                                | Five and Dime Manager    |
| 2005 |                    | Our Very Own                                                 | Fanny                    |
| 2005 |                    | Odd Girl Out                                                 | Denise                   |
| 2005 |                    | Black Oasis                                                  | Mom                      |
| 2004 |                    | The Madam's Family: The Truth About The Canal Street Brothel | Leigh                    |
| 2004 |                    | The Lost Cause                                               | Deena                    |
| 2004 |                    | Bobby Jones: Stroke of Genius                                | Woman Hit in Leg         |
| 2004 |                    | No Witness                                                   | Fiona Haskell            |
| 2003 |                    | Runaway Jury                                                 | Rikki Coleman            |
| 2003 |                    | A Touch of Fate                                              | Chippy Trick             |
| 2002 |                    | The Locket                                                   | Aunt May                 |
| 2002 |                    | Jo                                                           | barátnő                  |
| 2002 |                    | New Best Friend                                              | házi ápolónő             |
| 2002 |                    | Run Ronnie Run                                               | TV Anchor Woman          |
| 2001 |                    | Rustin                                                       | Lyla Griggs              |
| 2000 | Cool túra          | Road Trip                                                    | Tour Group Mom           |
| 2000 |                    | Songcatcher                                                  | Clementine McFarland     |
| 2000 |                    | A Good Baby                                                  | Mother in Shack          |
| 1999 |                    | Chill Factor                                                 | terhes nő                |
| 1999 |                    | The Price of a Broken Heart                                  | Katie                    |
| 1999 |                    | The Hunley                                                   | fiatal lány              |
| 1999 |                    | The Rage: Carrie 2                                           | árus lány                |
| 1999 |                    | Doomsday Man                                                 | Mrs. Gloria Prentiss     |
| 1998 |                    | The Tempest                                                  | Sophie Dupree            |
| 1998 |                    | Mama Flora's Family                                          | Mrs. Hopkins (fiatalabb) |
| 1998 |                    | From the Earth to the Moon                                   | Martha Chaffee           |
| 1997 |                    | Midnight in the Garden of Good and Evil                      | Card Club Woman #2       |
| 1997 |                    | Perfect Crime                                                | Gia                      |
| 1997 |                    | Close to Danger                                              | Lucille                  |
| 1996 |                    | To Love, Honor, and Deceive                                  | Mother at House          |
| 1996 |                    | A Season in Purgatory                                        | Maid                     |
| 1995 |                    | Something to Talk About                                      | Edna                     |
| 1995 |                    | The Sister-in-Law                                            | Kelly Richards           |
| 1995 |                    | Big Dreams & Broken Hearts: The Dottie West Story            | Diane Marsh              |
| 1994 |                    | Cobb                                                         | Amanda Chitwood Cobb     |
| 1994 |                    | One of Her Own                                               | Lynn Wickstrom           |
| 1994 |                    | On Promised Land                                             | Ellen Appletree          |
| 1993 |                    | Scattered Dreams                                             | Mrs. Virgil              |
| 1993 |                    | A Family Torn Apart                                          | Liz Kelley               |
| 1993 |                    | The Conviction of Kitty Dodds                                | Dina                     |
| 1993 |                    | The Program                                                  | riporter #3              |
| 1992 | A szeretet földje  | Love Field                                                   | Jacqueline Kennedy       |
| 1992 |                    | A Mother's Right: The Elizabeth Morgan Story                 | Sharon                   |